# ستيفن كابلان (اقتصادي)
ستيفن كابلان (بالإنجليزية: Steven Kaplan)‏ هو اقتصادي أمريكي، ولد في 1959.